# Sylvain Freiholz
Sylvain Freiholz (* 23. November 1974 in Le Brassus) ist ein ehemaliger Schweizer Skispringer. Er sprang für den SC Le Brassus.

## Werdegang
Freiholz gab sein Debüt im Skisprung-Weltcup als 16-Jähriger am 2. Dezember 1990 in Lake Placid und erreichte auf Anhieb Rang 27. Bereits eine Woche darauf wurde er in Thunder Bay Fünfter, und bei der Vierschanzentournee wurde er in diesem Jahr Achter der Gesamtwertung. In den folgenden Jahren zählte Freiholz zur erweiterten Weltspitze der Skispringer.
Bei den Olympischen Winterspielen 1992 in Albertville erreichte er auf der Kleinschanze den 24., auf der Grossschanze den 14. Rang; im finnischen Vuokatti wurde er im selben Jahr Juniorenvizeweltmeister hinter Toni Nieminen. Für diesen Erfolg zeichnete ihn die Stiftung Schweizer Sporthilfe als Schweizer Nachwuchsathleten des Jahres 1992 aus. Seine beste Weltcupplatzierung erreichte er im folgenden Winter; in Engelberg wurde er Zweiter.
In den folgenden Jahren war er zwar im Weltcup eher selten auf den vorderen Rängen, war aber bei Weltmeisterschaften immer wieder gut in Form. So erreichte er 1995 in Thunder Bay den vierten Rang auf der Normalschanze; 1997 in Trondheim wurde er Siebter auf der Normalschanze und gewann auf der Grossschanze die Bronzemedaille. In den folgenden Jahren konnte er an diese Erfolge jedoch nicht anknüpfen.
Auf nationaler Ebene gewann Freiholz sieben Titel bei Schweizer Meisterschaften. Nach dem Winter 2002/03 beendete er seine Karriere. Heute arbeitet der studierte Mikroelektroniker in seinem Heimatort Le Brassus als Uhrmacher bei seinem langjährigen Sponsor Audemars Piguet. Beim französischsprachigen Schweizer Rundfunk RTS wurde er als Experte für Skisprungwettbewerbe tätig.

## Erfolge

### Continental-Cup-Siege im Einzel
| Nr. | Datum             | Ort        | Typ           |
| --- | ----------------- | ---------- | ------------- |
| 1.  | 1. August 1998    | Oberstdorf | Normalschanze |
| 2.  | 26. Dezember 1998 | St. Moritz | Normalschanze |

## Statistik

### Weltcup-Platzierungen
| Saison  | Platz | Punkte |
| ------- | ----- | ------ |
| 1990/91 | 27.   | 031    |
| 1991/92 | 23.   | 036    |
| 1993/94 | 27.   | 144    |
| 1994/95 | 39.   | 069    |
| 1995/96 | 23.   | 292    |
| 1996/97 | 27.   | 173    |
| 1997/98 | 25.   | 232    |
| 1998/99 | 42.   | 078    |
| 1999/00 | 53.   | 035    |
| 2000/01 | 42.   | 089    |
| 2001/02 | 74.   | 006    |
| 2002/03 | 66.   | 015    |

### Grand-Prix-Platzierungen
| Saison | Platz | Punkte |
| ------ | ----- | ------ |
| 1994   | 24.   | 489,9  |
| 1995   | 13.   | 822,4  |
| 1997   | 33.   | 026    |
| 1998   | 17.   | 091    |
| 1999   | 14.   | 071    |
| 2000   | 55.   | 004    |